# Hamilton (televisieserie)
Agent Hamilton, ook wel bekend onder de naam Hamilton, is een thrillerserie. De serie is een Zweeds-Duitse-Litouwse coproductie.
Het eerste seizoen van de serie werd in Nederland vanaf 21 maart 2020 op NPO 3 uitgezonden, het tweede vanaf 8 oktober 2022.

## Premise
Carl Hamilton (Jakob Oftebro) is een speciaal agent, hij heeft onder andere in de Verenigde Staten een training gehad bij de Navy SEALs. Nu hij terugkeert naar Zweden, zet hij zijn werkzaamheden voor de CIA in het diepste geheim voort. Hamilton heeft de opdracht om te jagen op een terroristische organisatie die Zweden in haar greep houdt. De terroristen zijn onder meer verantwoordelijk voor een reeks bomaanslagen en cyberaanvallen, maar Hamilton heeft al snel een verdachte in het vizier. Als hij in Stockholm arriveert duikt er echter onverwacht een oude bekende op. Hamilton wordt benaderd door een voormalige werkgever en hij gaat aan de slag als dubbelagent.

## Rolverdeling
- Jakob Oftebro – Carl Hamilton
- Nina Zanjani – Kristin Ek
- Krister Henriksson – DG
- Peter Andersson – Chritser Näslund
- Rowena King – Farrin Haig
- Thomas Hanzon – Alfred Gripenberg
- Anna Sise – Sissela Lindgren
- Jörgen Thorsson – Birger Hagman
- Suzanne Reuter – Maria Hamilton
- Reimo Sagor – Mykhailo "Mike" Tyraschenko
- Annika Hallin – Astrid Bofors
- Katia Winter – Sonja Widén
- Danilo Bejarano – Rikard Ek
- Naby Dakhli – Nazzir Al-Hasani
- Boodi Kabbani – Abed Erakat
- Lolo Elwin – Eva Kratz
- Chris Austin – Sami al-Ahfiz
- Katharina Nesytowa – Elena Beljajeva
- Viktor Åkerblom – Arvid Norling